# Gadomus arcuatus
Gadomus arcuatus är en fiskart som först beskrevs av Goode och Bean, 1886.  Gadomus arcuatus ingår i släktet Gadomus och familjen skolästfiskar. Inga underarter finns listade i Catalogue of Life.